# Scott S. Sheppard
Scott S. Sheppard es un astrónomo en el Departamento de Magnetismo Terrestre en el Instituto Carnegie. Inició como un estudiante graduado en el Instituto de Astronomía en la Universidad de Hawái. Se ha acreditado con el descubrimiento de muchos pequeños satélites de Júpiter, Saturno, Urano y Neptuno. También ha descubierto el segundo conocido asteroide troyano de Neptuno, 2004 UP10 y algunos objetos del cinturón de Kuiper, Centauro, y objetos próximos a la Tierra.

## Satélites descubiertos
Entre los satélites con nombre en los cuales se ha involucrado en su descubrimiento están:
- Júpiter

| Satélite   | Año descubrimiento                                           |
| ---------- | ------------------------------------------------------------ |
| Temisto    | (2000), primero descubierto por Charles Thomas Kowal en 1975 |
| Harpálice  | (2000)                                                       |
| Praxídice  | (2000)                                                       |
| Caldona    | (2000)                                                       |
| Isonoé     | (2000)                                                       |
| Euante     | (2000)                                                       |
| Táigete    | (2000)                                                       |
| Cálice     | (2000)                                                       |
| Megaclite  | (2000)                                                       |
| Yocasta    | (2000)                                                       |
| Eurídome   | (2001)                                                       |
| Ortosia    | (2001)                                                       |
| Eukélade   | (2001)                                                       |
| Tione      | (2001)                                                       |
| Hermipé    | (2001)                                                       |
| Pasítea    | (2001)                                                       |
| Aitné      | (2001)                                                       |
| Eurídome   | (2001)                                                       |
| Autónoe    | (2001)                                                       |
| Spondé     | (2001)                                                       |
| Calé       | (2001)                                                       |
| Arce       | (2002)                                                       |
| Euporia    | (2003)                                                       |
| Heliké     | (2003)                                                       |
| Aedea      | (2003)                                                       |
| Hegémone   | (2003)                                                       |
| Kallichore | (2003)                                                       |
| Cilene     | (2003)                                                       |
| Mnemea     | (2003)                                                       |
| Telxínoe   | (2003)                                                       |
| Carpo      | (2003)                                                       |
| Kore       | (2003)                                                       |

- Saturno

| Satélite  | Año descubrimiento |
| --------- | ------------------ |
| Narvi     | (2003)             |
| Fornjot   | (2004)             |
| Farbauti  | (2004)             |
| Aegir     | (2004)             |
| Bebhionn  | (2004)             |
| Hati      | (2004)             |
| Bergelmir | (2004)             |
| Fenrir    | (2004)             |
| Bestla    | (2004)             |
| Hyrokkin  | (2004)             |
| Kari      | (2004)             |
| Loge      | (2006)             |
| Surtur    | (2006)             |
| Skoll     | (2006)             |
| Greip     | (2006)             |
| Jarnsaxa  | (2006)             |
| Tarqeq    | (2007)             |

- Urano

| Satélite  | Año descubrimiento |
| --------- | ------------------ |
| Margarita | (2003)             |

- Neptuno

| Satélite | Año descubrimiento |
| -------- | ------------------ |
| Psámate  | (2003)             |